# Geluveld
Geluveld (auch: Gheluvelt) ist ein Dorf in der Gemeinde Zonnebeke in Belgien. Der Ort hat ca. 1.500 Einwohner (2006) und liegt einige Kilometer südlich des Hauptortes an der N8 und A19. Der Weg führt hier nach Ypern.

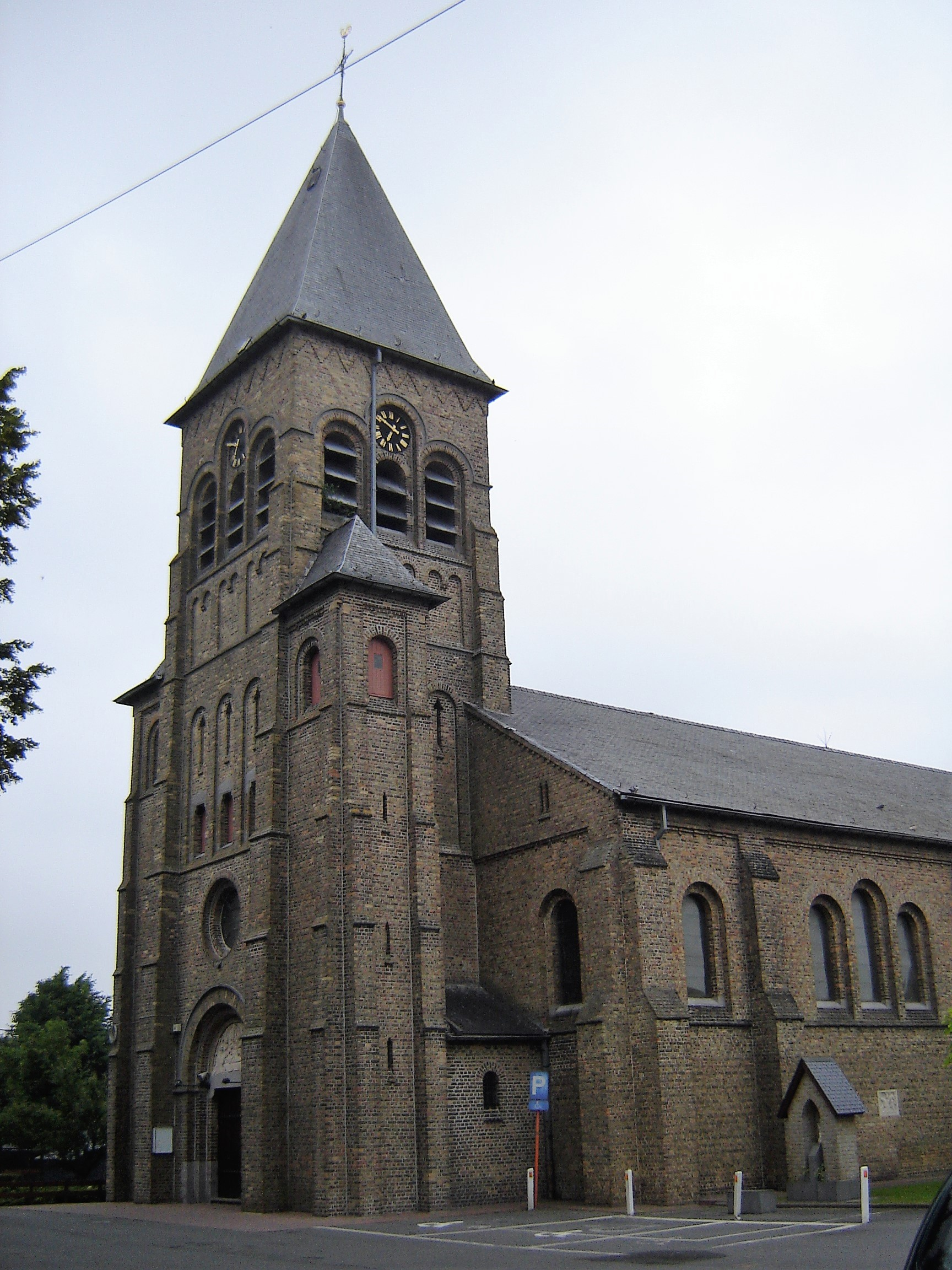
St.-Margareta-Kirche, erbaut im neoromanischen Stil 1924

## Geschichte
Der Ort wurde erstmals 1109 als Gelevelt erwähnt.
Seine Lage auf dem Weg nach Ypern machten den Ort ab dem 29. Oktober 1914 zum Schlachtfeld der Ersten Flandernschlacht. Nach schweren Kämpfen wurde der Ort von den Deutschen erobert und erst am 28. September 1918 aufgegeben. Der Ort wurde bei den Kämpfen völlig zerstört.

## Persönlichkeiten
- Émile Decroix (1904–1967), Radrennfahrer